# Ghost Whisperer
Ghost Whisperer er en amerikansk tv-serie, der blev sendt på CBS fra 23. september 2005 til 21. maj 2010. Jennifer Love Hewitt spillede hovedrollen som Melinda Gordon.

## Handling
Serien handler om en ung kvinde som har en specielle evne til at se og høre de døde. Sjæle som endnu ikke har forladt jorden søger hjælp fra Melinda så de kan gå over til den anden siden.

## Skuespillere
- Jennifer Love Hewitt som Melinda Gordon (2005–2010)
- David Conrad som Jim Clancy (2005–2010)
- Aisha Tyler som Andrea Moreno (2005–2006)
- Camryn Manheim som Delia Banks (2006–2010)
- Jay Mohr som Professor Rick Payne (2006–2008)
- Jamie Kennedy som Eli James (2008–2010)
- Tyler Patrick Jones som Ned Banks (2006–2008)
- Christoph Sanders som Ned Banks (2008–2010)
- Connor Gibbs som Aiden Lucas (2009–2010)

## Serie oversigt
| Sæson | Sæson | Episoder | Oprindeligt sendt  | Oprindeligt sendt | DVD udgivelsesdato | DVD udgivelsesdato | DVD udgivelsesdato |
| Sæson | Sæson | Episoder | Sæson premiere     | Sæsonfinale       | Region 1           | Region 2           | Region 4           |
| ----- | ----- | -------- | ------------------ | ----------------- | ------------------ | ------------------ | ------------------ |
|       | 1     | 22       | 23. september 2005 | 5. maj 2006       | 31. oktober 2006   | 9. juli 2007       | 23. maj 2007       |
|       | 2     | 22       | 22. september 2006 | 11. maj 2007      | 18. september 2007 | 25. februar 2008   | 2. april 2008      |
|       | 3     | 18       | 28. september 2007 | 16. maj 2008      | 2. september 2008  | 6. april 2009      | 18. marts 2009     |
|       | 4     | 23       | 3. oktober 2008    | 15. maj 2009      | 22. september 2009 | 1. marts 2010      | 10. marts 2010     |
|       | 5     | 22       | 25. september 2009 | 21. maj 2010      | 12. oktober 2010   | 21. marts 2011     | 2. marts 2011      |